# アーデルハイト・ツー・シャウムブルク＝リッペ (1875-1971)
アーデルハイト・ツー・シャウムブルク＝リッペ（Adelheid Prinzessin zu Schaumburg-Lippe, 1875年9月22日 - 1971年1月27日）は、ドイツの諸侯シャウムブルク＝リッペ家の侯女で、ザクセン＝アルテンブルク公エルンスト2世の最初の妃。

## 生涯
シャウムブルク＝リッペ侯ゲオルク・ヴィルヘルムの次男ヴィルヘルムと、その妻でアンハルト＝デッサウ公子フリードリヒ・アウグストの娘であるバティルディスの間の第7子、三女として生まれた。全名はフリーデリケ・アーデルハイト・マリー・ルイーゼ・ヒルダ・オイゲーニエ（Friederike Adelheid Marie Luise Hilda Eugenie）。
1898年2月27日にビュッケブルクにおいて、ザクセン＝アルテンブルク公子エルンストと結婚。夫は1908年にザクセン＝アルテンブルク公となるが、1918年のドイツ革命により退位を余儀なくされた。
夫妻は1920年1月17日に離婚するまでに、間に4人の子女をもうけた。

## 子女
- シャルロッテ・アグネス・エルネスティーネ・アウグステ・バティルディス・マリー・テレーゼ・アドルフィーネ（1899年 - 1989年） - 1919年、プロイセン王子ジギスムントと結婚
- ヴィルヘルム・ゲオルク・モーリッツ・エルンスト・アルベルト・フリードリヒ・カール・コンスタンティン・エドゥアルト・マックス（英語版）（1900年 - 1991年） - ザクセン＝アルテンブルク公家家長
- エリーザベト・カロラ・ヴィクトリア・アーデルハイト・ヒルダ・ルイーゼ・アレクサンドラ（1903年 - 1991年）
- フリードリヒ・エルンスト・カール・アウグスト・アルベルト（1905年 - 1985年）

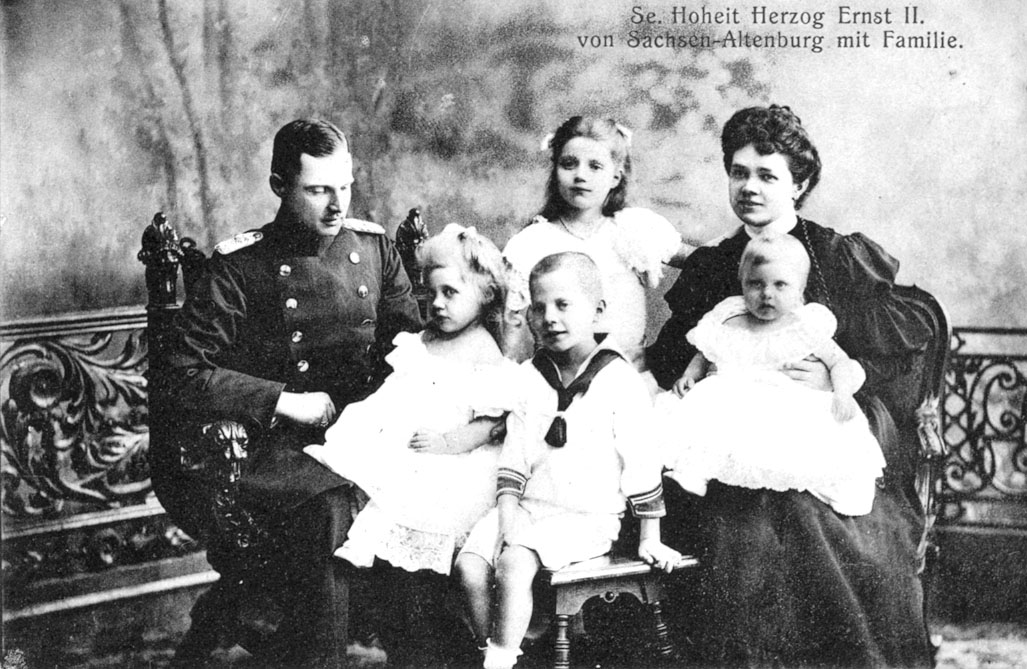
ザクセン＝アルテンブルク公エルンスト2世一家のポストカード（1906年頃）